# 虹 (小說)
《虹》（英語：The Rainbow）是英国作家大卫·赫伯特·劳伦斯的小说，于1915年首次出版。尤其关注在英国社会生活的束缚下，个人的成长和实现。

## 情节
《虹》讲述了居住在英格兰东米德兰诺丁汉郡布兰文家族的三代农民和工匠的故事，时间跨度从1840年代到1905年，大约65年时间，展示在英国日益工业化的背景下，布兰文一家的变化。第一个核心人物汤姆·布兰文是一个农民，他从未离开过诺丁汉和德比这两个郡，最后一代，孙女乌尔苏拉，在逐步城市化，资本主义和工业化的世界里，进大学读书，成为一名教师。
这本书开始于汤姆·布兰文爱上了波兰难民，寡妇莉迪雅。本书的下一部分讲述莉迪雅和第一任丈夫的女儿安娜，与她丈夫、汤姆的侄儿威尔的破坏性、战斗性的关系。最后的部分，写威尔和安娜的女儿乌尔苏拉，她热情，努力，反对周围物质化社会的限制。她与一位教师有过同性关系，后来与波兰血统的英国士兵安东·斯克雷本斯基，发生充满激情的恋情。在故事的结尾，她没能在斯克雷本斯基那里得到满足，但是看见了彩虹，将为人类带来新的曙光。

## 审查
劳伦斯对待性欲的坦率，使《虹》在1915年11月13日因淫秽罪名被起诉，1011本书被查封并烧毁。 这项禁令在英国实施了11年，但是在美国仍在出版。

## 评价
哲学家罗杰·斯克鲁顿在《性欲》（1986年）中指出，“因为我们生活在一个由性别构成的世界，另一种性别在某种程度上对我们来说永远是一个谜，具有我们可以想象但永不会内在知道的经验维度。”斯克鲁顿认为劳伦斯的小说主题是，.评论家哈罗德·布鲁姆在他的《西方正典》（1994年）中，将《虹》列为在西方文化中具有重要和影响力的书籍之一。

## 改编
1989年，小说改编为同名电影。

## 外部鏈结
- The Rainbow - 古腾堡计划
- Internet Archive on-line edition
- LibriVox中的公有领域有声书《The Rainbow》